# Heterixalus
Heterixalus é um gênero de anfíbios da família Hyperoliidae.
As seguintes espécies são reconhecidas:
- Heterixalus alboguttatus (Boulenger, 1882)
- Heterixalus andrakata Glaw & Vences, 1991
- Heterixalus betsileo (Grandidier, 1872)
- Heterixalus boettgeri (Mocquard, 1902)
- Heterixalus carbonei Vences, Glaw, Jesu & Schimmenti, 2000
- Heterixalus luteostriatus (Andersson, 1910)
- Heterixalus madagascariensis (Duméril & Bibron, 1841)
- Heterixalus punctatus Glaw & Vences, 1994
- Heterixalus rutenbergi (Boettger, 1881)
- Heterixalus tricolor (Boettger, 1881)
- Heterixalus variabilis (Ahl, 1930)